# Faiditus cochleaformus
Faiditus cochleaformus är en spindelart som först beskrevs av Harriet Exline 1945.  Faiditus cochleaformus ingår i släktet Faiditus och familjen klotspindlar. Inga underarter finns listade i Catalogue of Life.